# Seeing Indianapolis
Seeing Indianapolis è un cortometraggio muto del 1911. Il nome del regista non viene riportato nei credit del documentario prodotto dalla Selig Polyscope Company.

## Produzione
Il film fu prodotto da William Nicholas Selig per la sua compagnia, la Selig Polyscope Company. Venne girato a Indianapolis, Indiana.

## Distribuzione
Distribuito dalla General Film Company, il film - un documentario di 150 metri - uscì nelle sale cinematografiche statunitensi il 3 novembre 1911. Nelle proiezioni, veniva programmato con il sistema dello split reel, accorpato in un'unica bobina con un altro cortometraggio prodotto dalla Selig, la commedia His First Long Trousers.